# Liste du personnel de l'audiovisuel à la RTBF
 (novembre 2019).
Si vous disposez d'ouvrages ou d'articles de référence ou si vous connaissez des sites web de qualité traitant du thème abordé ici, merci de compléter l'article en donnant les références utiles à sa vérifiabilité et en les liant à la section « Notes et références ».
 (mai 2020).
La liste du personnel de l'audiovisuel à la RTBF est un article consacré aux équipes du groupe de média public RTBF (Radio-télévision belge de la Communauté française). Parmi ces professionnels, on trouve par exemple des animateurs, des éditorialistes, des chroniqueurs, des consultants sportifs, des reporters, des présentateurs de journaux, etc. 

## Journalistes
- Hugues Angot
- Philippe Antoine : journaliste (infos)
- Véronique Barbier : journaliste et joker du 13h en semaine
- Rodrigo Beenkens : journaliste sportif
- Tom Denis : journaliste
- Eric Boever : journaliste et ancien présentateur du « 12 minutes » sur La Deux, présentateur de l'émission « Vews »
- Valentin Boigelot : journaliste (infos)
- Sébastien Boulanger : journaliste sportif
- Jonathan Bradfer : ancien journaliste sportif et présentateur du 15 minutes à 19h sur la deux
- Marie-Anne Brilot : journaliste
- Laurent Bruwier : journaliste sportif
- Eddy Caekelberghs : journaliste («Au bout du jour »)
- Bruno Clément : ancien journaliste (« Questions à la Une ») puis rédacteur en chef du JT
- Frédéric Deborsu : journaliste (infos)
- François de Brigode : journaliste et présentateur
- Benjamin Deceuninck : journaliste sportif
- Gorian Delpâture : journaliste à "Ma Terre", "Livrés à Domicile"
- Sara De Paduwa : Journaliste
- Élodie de Sélys : journaliste (« Ce jour-là » et « La télé de A@Z »)
- Tanguy Dumortier : journaliste et présentateur du "jardin extraordinaire"
- Dominique Dussein : journaliste (infos)
- Ophélie Fontana : journaliste et présentatrice du 13h sur la Une.
- Simon François : journaliste et présentateur de "On n'est pas des pigeons", à 18h30 sur La Une en semaine.
- Alain Gerlache : journaliste (médiatique)
- Nicolas Gillard : journaliste et présentateur joker du « 12 minutes » et du « 15 minutes » sur La Deux à 22h30 et 19h
- Christophe Grandjean : journaliste et présentateur des journaux du matin, 6h00 et 8h00 sur Vivacité (radio) et sur La Une (tv)
- Caroline Hick : journaliste (sport moteur)
- Sylvie Honoré : journaliste
- Samy Hosni : journaliste (« On n'est pas des pigeons »)
- Chantal Istace : journaliste sur La Première (économie)
- Justine Katz : journaliste
- Medhi Khelfat : journaliste sur La Première (le journal de 8h)
- Esmeralda Labye : journaliste et joker du « 12 minutes » à 22h30 sur La Deux
- Vincent Langendries : journaliste sportif (football)
- Michel Lecomte : journaliste sportif (football)
- Laurence Lenne : journaliste
- Hugues Le Paige : journaliste
- Thierry Luthers : journaliste sportif
- Nathalie Maleux : journaliste et présentatrice 19h30 sur la une en semaine.
- Jean-Marie Mersch : journaliste
- Julie Morelle : journaliste et présentatrice des journaux du weekend sur la une
- Marc Oschinsky, chroniqueur et journaliste de "On n'est pas des pigeons", à 18h30 sur La Une en semaine
- Sébastien Nollevaux : journaliste et ex-présentateur de « On n'est pas des pigeons » à 18h30 sur La Une en semaine
- Frank Peterkenne : journaliste sportif
- Baudouin Remy : journaliste (infos)
- Delphine Simon : journaliste et présentateur joker du « 12 minutes » et du « 15 minutes » sur La Deux à 22h30 et 19h
- Gaëtan Vigneron : journaliste sportif
- Sylvie Duquenoy : « Questions à la Une »
- Laurent Mathieu : journaliste et présentateur des journaux du week-end et de Questions en prime sur la Une.
- Edmond Blattchen : journaliste et présentateur de l'émission ’’Noms de Dieux'’ entamée une fois par mois depuis 1992, pendant 23 annees et arrêtée le 10 décembre 2015  apres 200 numéros.
- Véronique Thyberghien[1] : journaliste et animatrice avec Cédric Wautier de l'émission quotidienne matinale Tendances Premières[2] sur La Première et a été nommée aux podcasts awards[3] en 2021 )
- Cédric Wautier : animateur et journaliste, anime avec Véronique Thyberghien, la matinale Tendances Premières[2] et réalise l'émission Une brique dans le ventre)
- Fabienne Vande Meerssche : journaliste de l'émission du samedi matin Les éclaireurs[4] qui interroge des scientifiques et souvent des chercheurs et jeunes docteurs.
- Paul Germain, journaliste info, JT et nombreuses émissions, dont l’écran témoin
- Paul Danblon, journaliste scientifique
- Jacques Bredael, journaliste et présentateur du JT
- René Thierry, journaliste et présentateur du JT
- Wahoub Fayoumi, journaliste (rédaction internationale)
- Anne-Sophie Depauw, journaliste (rédaction des sports) et remplaçante au JT de 13h de Véronique Barbier.

## Chroniqueurs
- Bruno Humbeeck : psychologue, professeur à l'Université de Mons, spécialisé en psychologie des apprentissages et des enfants
- Erick Mascart : spécialisé en sobriété numérique, du logiciel libre à l'école et respect du RGPD
- Olivier Meunier : artiste développeur informatique, spécialisé en logiciel libre à l'école et respect du RGPD
- Laurent Munster : spécialiste de zythologie (Discipline qui a pour champ d’étude la fabrication, la dégustation et la culture de la bière.)
- Nicolas Pettiaux : professeur, pédagogue, leader du chapitre belge des Creative Commons, spécialisé en culture libre et logiciel libre à l'école et respect du RGPD
- Aline Schoentjes : sage-femme libérale, cofondatrice d'Amala Espace Naissance, instructrice MBSR et pleine conscience, spécialiste de naissance et parentalité, membre de Birth Matters
- Ann Vandenplas : femme libre et créative, artiste et chroniqueuse en radio[5] et tv à propos de la culture en général. Passionnée par les gens, leur histoire, leur parcours et leur personnalité.

## Humoristes
- Laurence Bibot
- Martin Charlier
- Bruno Coppens
- Jérôme de Warzée
- James Deano
- Dan Gagnon
- Sarah Grosjean
- Thomas Gunzig
- Kody
- Bert Kruismans
- Fabian Le Castel
- Bénédicte Philippon
- Raoul Reyers
- Frères Taloche
- Freddy Tougaux (David Greuse)
- Alex Vizorek
- GuiHome

### Anciens humoristes de la RTBF
- François Pirette (parti à RTL-TVI en 2004)
- Marc Herman (parti à RTL-TVI en 2010)

## Animateurs et animatrices
- Armelle
- Céline Alexandre
- Paul Galand (« Le Jardin Extraordinaire »)
- Vincent Godfroid
- Patrice Goldberg
- Adrien Joveneau (« Le Beau Vélo de Ravel »)
- Cathy Immelen (« Screen Agenda »)
- Jean-Louis Lahaye (« Le Bêtisier » entre autres)
- David Lallemand
- Philippe Lambillon (« Les carnets du bourlingueur »)
- Vincent Lecuyer
- Guy Lemaire (« Télétourisme »)
- Barbara Louys (« C'est du Belge » avec Gérald Watelet)
- Maureen Louys (« The Voice Belgique » et « Le meilleur de l'humour »)
- Philippe Luthers (également producteur)
- Benjamin Maréchal (sur VivaCité et dans « On n'est pas des pigeons » le vendredi)
- Jacques Mercier (chroniqueur radio et télé)
- Luc Noël ("Jardins & loisirs")
- Anne Pochet
- Joëlle Scoriels (« Sans chichis » avec Gérald Watelet et Adrien Devyver)
- Joeffrey Dath (« Viva Musique » et Vivacité matin )
- Sandrine Scourneau (« No Limit »)
- Philippe Soreil (« La clef des champs »)
- Marie-Hélène Vanderborght
- Cédric Wautier ("une brique dans le ventre")
- Raphaël Charlier
- Pierre Lorant
- Éric Laforge
- Marie-Amélie Mastin
- Laurent Debeuf
- Marc Ysaye (également directeur de Classic21)
- Pierre Collard Bovy (également producteur et responsable de la webradio « Franco' Sphère »)
- Dan Gagnon (Dan Late Show)
- Olivier Gilain
- Bernard Dewée (Vivacité Matin et Viva+)
- Hugo de Waha

## Présentateurs et présentatrices actuels du JT
13h, sur La Une
- Ophélie Fontana, du lundi au vendredi (présentatrice joker : Véronique Barbier)
- Julie Morelle et Laurent Mathieu en alternance le samedi et le dimanche

19h30, sur la Une
- en alternance du lundi au jeudi.
  - Nathalie Maleux
  - Laurent Mathieu[6] depuis 2025
  - Par le passé
    - François de Brigode de 1997[7] à 2024[8]
- en alternance du vendredi au dimanche
  - Mariam Alard[9] depuis 2021
  - Par le passé
    - Julie Morelle
    - Laurent Mathieu

## Réalisateurs
- Manu Bonmariage : réalisateur
- Iwan Lemaire : réalisateur
- Vincent Delecloz : Réalisateur, Niouzz, Code Aventure, JT-Info, Magazine culturel, Nouveaux-Médias : création et diffusion de contenus pour le web
- Cyril Travassac : réalisateur du 15 Minutes et du Dan Late Show sur La Deux
- Christian Leroy : réalisateur
- Jean-François Bastin : réalisateur
- Jean Allaert : réalisateur - neuf millions neuf / Le Jardin Extraordinaire[réf. souhaitée]
- Ludovic Bastin : réalisateur

- Michel van Bellinghen : Ciné Clip - Ciné Musique - Ce soir - bizness News - Pulsations - Dites moi...

Les noms et la catégorie indiquées ne constituent plus un axe d'actualité pour les activités de la RTBF.

## Autres
- Andrée Rolin : toute première présentatrice lors des émissions de télévision expérimentale (1952)
- Bla-Bla : marionnette, animateur de Ici Bla-Bla (1994-2010)
- Malvira : marionnette, animatrice de Lolllipop (1978-1983) et de Ma Télé Bien Aimée (2004-2006)
- Patrick Chaboud : marionnettiste, animateur de Malvira
- Tatayet : marionnette, animateur de Tatayet Show
- Michel Dejeneffe : Ventriloque, marionnettiste, animateur de Tatayet
- Hugues Dayez : critique cinéma
- Philippe Reynaert : administrateur et consultant cinéma
- Pauline Hubert, productrice, responsable des émissions jeunesse ( Format 16/20 - 1, 2, 3 j’ai vu - Lollipop - Génie en Herbe, …

## Anciens présentateurs et présentatrices du JT
- Luc Beyer de (1962-1979)
- Jacques Bredael
- Jacques Burlion
- Joseph Buron
- Francis Buytaers
- Jean-Pierre Gallet
- David Lachterman
- Janine Lambotte
- Georges Moucheron
- Yves Thiran
- René Thierry
- André Urbain
- Henri-François Van Aal
- Françoise Van De Moortel
- François-Michel van der Mersch
- Pierre Delrock (1964-1976)

## Anciens journalistes et animateurs
- Armand Bachelier : Envoyé permanent à Paris pour la radio
- Frank Baudoncq « Les copains d'alors »
- Jacques Careuil
- Paul Danblon
- Philippe Deguent « Matière Grise »
- Bernard Faure (surnommé "Monsieur Zygo") « Zygomaticorama »
- Istvan Felkaï : Envoyé permanent à Paris pour la radio de 1991 à 2010
- Luc Rivet

Frédéric François
- Michel Franssen
- Robert Frère « Double 7 »
- Philippe Geluck « Lollipop »
- Jean-Pierre Hautier
- Edgar Kesteloot « Le Jardin Extraordinaire »
- Roger Laboureur
- David Lachterman
- Théo Mathy
- Henri Mordant
- Bernard Perpète « Double 7 »
- André Remy
- Sélim Sasson
- Stéphane Steeman
- Pierre Tchernia « Zygomaticorama »
- Arsène Vaillant
- Arlette Vincent « Le Jardin Extraordinaire »
- Elisabeth Burdot
- Michel Bero

### Crédit d'auteurs
- Cet article est partiellement ou en totalité issu de l'article intitulé « Radio-télévision belge de la Communauté française » (voir la liste des auteurs).